# Sretenskij Bulwar
Sretenskij Bulwar (ros. Сретенский бульвар) – stacja linii Lublinsko-Dmitrowskiej metra moskiewskiego, otwarta 29 grudnia 2007.
Stacja jest połączona ze stacją Czistyje prudy na linii Sokolniczeskiej i stacją Turgieniewskaja na linii Kałużsko-Ryżskiej.